# Powłocznica sosnowa
Powłocznica sosnowa (Peniophora pini (Schleich.) Boidin) – gatunek grzybów należący do rodziny powłocznicowatych (Peniophoraceae). 

## Systematyka i nazewnictwo
Pozycja w klasyfikacji według Index Fungorum: Peniophora, Peniophoraceae, Russulales, Incertae sedis, Agaricomycetes, Agaricomycotina, Basidiomycota, Fungi.
Po raz pierwszy takson ten zdiagnozował Johann Christoph Schleicher nadając mu nazwę Thelephora pini. Obecną, uznaną przez Index Fungorum nazwę nadał mu w 1956 r. Jacques Boidin, przenosząc go do rodzaju Peniophora.
Synonimy naukowe::

- Sterellum pini (Schleich.) P. Karst. 1889
- Stereum pineum (Alb. & Schwein.) Sacc. 1916
- Stereum pini (Schleich.) Fr. 1838
- Thelephora abietina var. pinea Alb. & Schwein. 1805
- Thelephora pini Schleich.
- Xerocarpus pini (Schleich.) P. Karst. 1882

Nazwę polską podali Barbara Gumińska i Władysław Wojewoda w 1983 r., dawniej w polskim piśmiennictwie mykologicznym gatunek ten opisywany był też jako skórnik sosnowy. 

## Charakterystyka
Grzyby z tego gatunku rozwijają się na korze sosny zwyczajnej i wytwarzają drobne, czerwonawe lub fioletowawe rozpostarte owocniki, słabo przytwierdzone do podłoża.